# Sotto lo stesso effetto
Sotto lo stesso effetto è il terzo album in studio del gruppo musicale rap italiano Sottotono, pubblicato il 21 gennaio 1999 dalla Warner Bros. Records. Il disco sfiora le 200.000 copie vendute.

## Descrizione
Come sottolineato dal titolo, i testi e le sonorità del disco si rifanno molto a quelle del precedente Sotto effetto stono. Anche questo album vanta molte collaborazioni, tra cui ricordiamo quelle con Esa, Maryah, Bassi Maestro e i Lyricalz.
In Amor de mi vida il ritornello è cantato da un gruppo vocale di cui faceva parte un acerbo Tiziano Ferro.

## Tracce
1. Buone motivazioni?!? – 5:33 (testo: Tormento – musica: Fish)
2. La vita dei gaggi – 3:34 (testo: Tormento – musica: Fish)
3. Quei bravi ragazzi pt. 2 – 5:16 (testo: Tormento, Left Side, Lyricalz – musica: Fish)
4. Nel jet set del rap – 3:54 (testo: Tormento, Esa – musica: Fish)
5. Stando alle regole – 4:21 (testo: Tormento – musica: Fish)
6. Già conti i secondi – 2:58 (testo: Tormento, Quagliano, Onassis – musica: Fish)
7. Mai più – 3:37 (testo: Tormento, Shola Ama – musica: Fish)
8. Whoo!! Whoo!! – 3:58 (testo: Tormento – musica: Fish)
9. Chissà ora con chi sei – 4:58 (testo: Tormento, Jasmine – musica: Fish)
10. Chi meglio di te – 4:05 (testo: Tormento, Irene Lamedica – musica: Fish)
11. Amor de mi vida – 4:55 (testo: Tormento – musica: Fish)
12. (Come mai) Proprio a noi – 4:22 (testo: Tormento – musica: Fish)
13. Tu cosa fai? – 4:12 (testo: Tormento, Jasmine – musica: Fish)
14. Da dove scrivo – 3:29 (testo: Tormento, Don Joe, Marya – musica: Fish)
15. Ma sei bastardo – 3:28 (testo: Tormento, Sab Sista – musica: Fish)
16. 24h no stop – 3:54 (testo: Tormento, Maku Go, Cirina – musica: Fish)
17. I soliti MC's – 2:45 (testo: Tormento – musica: Fish)
18. Sotto lo stesso effetto – 4:22 (testo: Tormento, Bassi Maestro – musica: Fish)

Durata totale: 73:41

## Classifiche
| Classifica (1999) | Posizione massima |
| ----------------- | ----------------- |
| Italia            | 4                 |